# Igor Jelavić
Igor Jelavić (Spalato, 10 dicembre 1962) è un ex calciatore croato, di ruolo centrocampista.

## Biografia
Nato a Spalato, anche suo figlio Mario è stato un calciatore.